# 塞尔焦·马雷利
塞尔焦·马雷利（義大利語：Sergio Marelli，1926年5月24日—2006年7月），意大利男子篮球运动员。他曾代表意大利参加1952年夏季奥林匹克运动会篮球比赛。他于2006年在瓦雷澤去世。